# 아일랜드의 세계유산

아일랜드의 세계유산은 세계유산 위원회를 거쳐 유네스코 세계유산에 등재된 아일랜드의 세계유산을 일컫는다. 아일랜드는 1991년 9월 16일 유네스코 협약에 비준한 이래, 2건의 문화유산을 보유하고 있다.

## 목록

### 문화유산
| No. | 사진 | 등록명                    | 소재지 | 등록년도 | 등록기준      | 유네스코 지정번호 | 비고 |
| 1   |      | 보인 굴곡부의 고고 유적군 | 미스주 | 1993년   | (ⅰ), (ⅲ), (ⅳ) | 659               |      |
| 2   |      | 스켈리그 마이클           | 케리주 | 1996년   | (ⅲ), (ⅳ)      | 757               |      |